# Markvartice (Třebíč)
Markvartice (in tedesco Marguatitz) è un comune della Repubblica Ceca facente parte del distretto di Třebíč, nella regione di Vysočina.